# Йошихико Фунадзаки
Йошихико Фунадзаки (на японски: 舟崎克彦) е много плодовит японски писател на произведения в жанра детска литература, поет, илюстратор, манга художник, и автор на песни. Писал е и под псевдонима Ичиро Мори (Ichiro Mori).

## Биография и творчество
Йошихико Фунадзаки е роден на 2 февруари 1945 г. в Чуо, Токио, в заможно семейство свързано с военната индустрия. Завършва частния университет „Гакушиуин“ през 1968 г. След дипломирането си работи в компания за недвижими имоти. Заедно с работата си пише песни, сценарии и прави илюстрации. През 1969 г., докато е отпуск по болест, заедно със съпругата си Ясуко Оми пишат приказка.
Първата му публикация през 1970 г. е сборник с поезия под псевдонима Ичиро Мори. През 1971 г. се оттегля от компанията и дебютира като писател.
През 1973 г. е публикуван първият му роман „Неделята на професор Попен“ от поредицата „Професор Попен“, с която става известен. Вторият роман от подицата „Приключенията на професор Попен в тресавището“ е удостоен с литературната награда „Червена птица“. Седмата книга от поредицата „Професор Попен и кралицата на огледалото“ е удостоена с наградата „Ямамото Юзо“.
За целия период на писателската си кариера е написал повече от 300 книги.
Работи до смъртта си в Университетът за жени в Шираюри като преподавател.
Йошихико Фунадзаки умира на 15 октомври 2015 г. в Митака, Токио.

## Произведения
частична библиография

### Самостоятелни романи
- Ou-sama Makkuroi / 王さまマックロイ (1945)
- Hanasaka Jiisan (2009)

### Серия „Професор Попен“ (Professor Poppen)
1. Poppen Sensei no Nichiyōbi / ぽっぺん先生の日曜日 (1973)
2. Poppen Sensei to Kaerazu no Numa / ぽっぺん先生と帰らずの沼 (1974) – награда „Червена птица“.
Приключенията на професор Попен в тресавището, изд.: ИК „Отечество“, София (1896), прев. Людмила Холодович
3. Poppen Sensei to Waraukamomegō / ぽっぺん先生と笑うカモメ号 (1976)
4. Poppen Sensei to Doro no Ōji / ぽっぺん先生とどろの王子 (1977)
5. Poppen Sensei no Dōbutsu Jiten / ぽっぺん先生の動物事典 (1979)
6. Poppen Sensei Jigoku he Yōkoso / ぽっぺん先生地獄へようこそ (1983)
7. Poppen Sensei to Hoshi no Joō / ぽっぺん先生と鏡の女王 (1988) – награда „Ямамото Юзо“
8. Poppen Sensei to Hoshi no Hakobune / ぽっぺん先生と星の箱舟 (1991)
9. Poppen Sensei no Christmas / ぽっぺん先生のクリスマス (1994)

### Серия „Случаите на Пикасо (Сугимото Мутсимото)“ (Picasso-kun)
1. Picasso-kun no tantei chō (ピカソ君の探偵帳 (1983)
2. Picasso-kun no tantei note (ピカソ君の探偵ノート (1994)
3. The macaroni au gratin murder case (マカロニグラタン殺人事件 (1995)
4. The great baseball player murder plan (大リーガー殺人計画 (2000)